# تومسك
تومسك (بالروسية: Томск) هي إحدى مدن روسيا في الكيان الفدرالي الروسي تومسك أوبلاست.
تقع مدينة تومسك في الجهة الشرقية من منطقة غرب سيبيريا على نهر توم. المدينة مركز لمقاطعة تومسك وهي مدينة تاريخية ومن المراكز التعليمية والثقافية الضخمة ومركز للابتكارات في سيبيريا. يبلغ تعداد نفوسها أكثر من نصف مليون نسمة وتبلغ مساحتها حوالي 300 كم مربع، وتبعد عن العاصمة موسكو مسافة 3600 كيلومترا.

## النبذة عن تاريخ المدينة
تأسست المدينة عام 1604 في عهد القيصر بوريس غودونوف كقلعة عسكرية على نهر توم لحماية حدود الدولة من هجمات القبائل القيرغيزية وقبائل كالميك الرحل. ساهمت فصائل القوزاق في بناء القلعة وساعدهم في ذلك التتار الذين بناء على طلبهم منحوا حق المواطنة في الدولة الروسية.

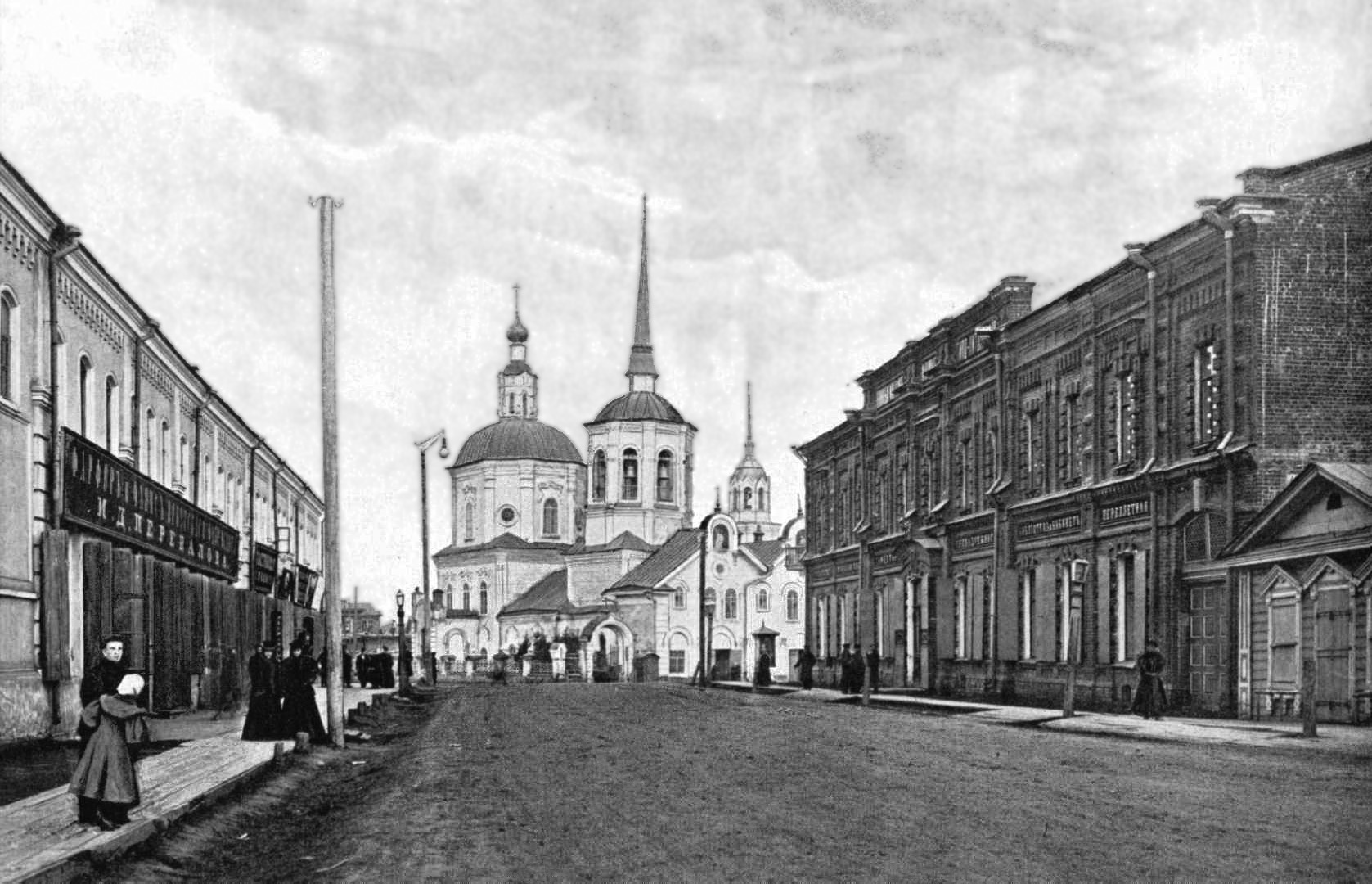
تومسك قبل ثورة أكتوبر

شِيّدت القلعة على السفح الجنوبي لجبل فوسكريسينسكي المطل على النهر. اكتملت عمليات البناء في 7 أكتوبر/تشرين الأول عام 1604 ويحتفل بهذا اليوم باعتباره يوم تأسيس المدينة. أصبحت القلعة مركزا استراتيجيا عسكريا خلال القرن الـ 17 وضمنت سلامة وأمن السكان المحليين حيث تمكن المدافعون عنها من رد عشرات الهجمات وبالرغم من محاصرتها مرات عديدة إلا أنها صمدت. ولكن في القرن الـ 18 ومع توسع حدود الدولة الروسية نحو الجنوب والشرق فقدت تومسك أهميتها العسكرية، ومن حينها وحتى قيام السلطة السوفيتية كانت المدينة عبارة عن سجن مفتوح خصص لنفي السياسيين والمعارضين للقيصر.
بعد مد خط سكك حديد سيبيريا الكبير أصبحت المدينة مركزا تجاريًا مهما وظهرت فيها الخدمات البريدية وتوسعت المدينة كثيرًا وأصبحت عام 1804 مركزا لمحافظة تومسك. ولتلبية متطلبات وآفاق توسعها المنتظر وضعت خطة عامة لتوسع المدينة وتطورها صادق عليها القيصر نيكولاي الأول عام 1830.

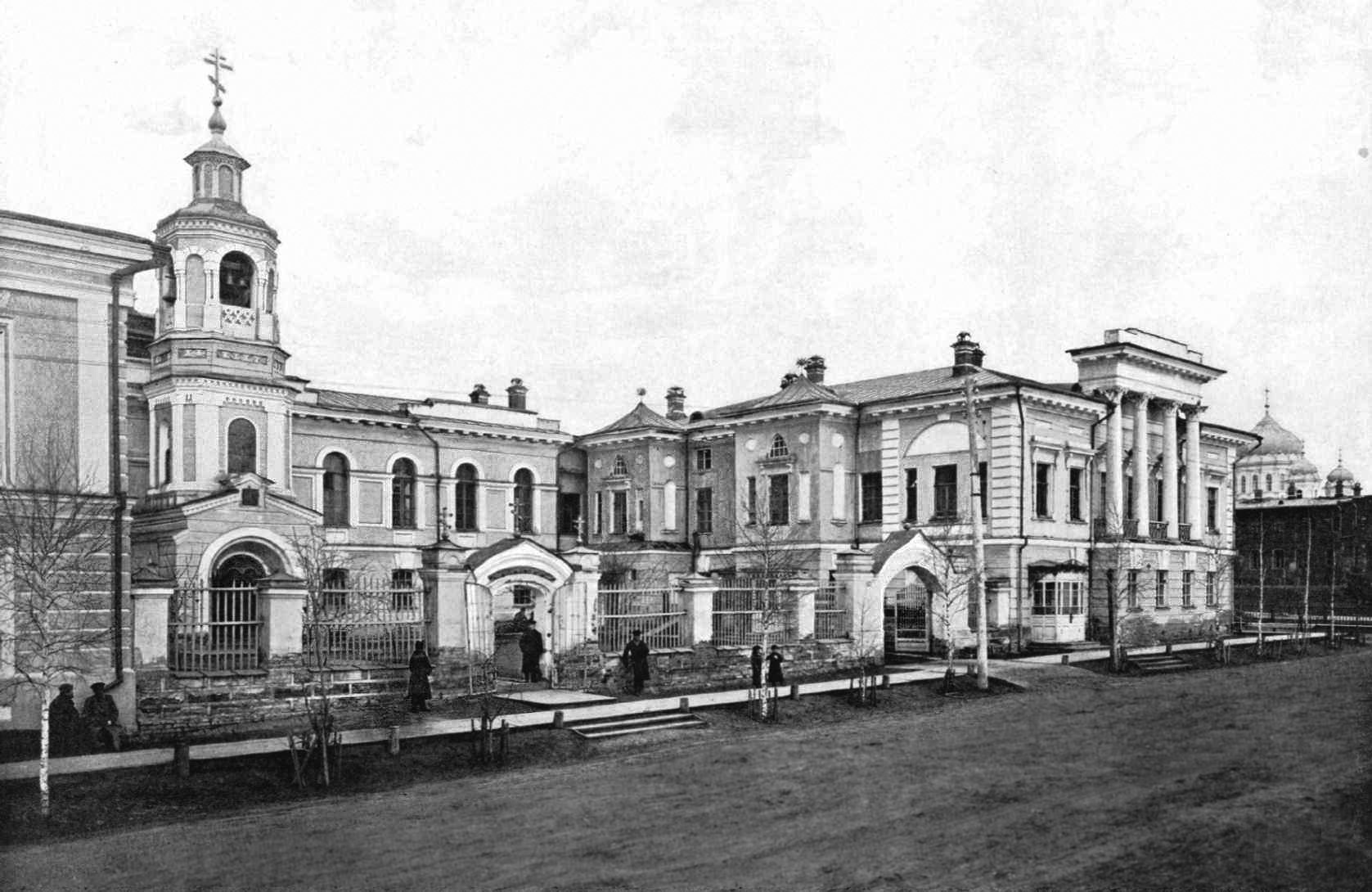

بدأ سكان المدينة بالازدياد في نهاية ثلاثينات القرن الـ 19 بسبب ازدياد وانتشار عمليات استخراج الذهب في سيبيريا. عند اختيار موضع لإنشاء جسر حديدي على نهر أوب وقع الاختيار على مكان يقع على مسافة كبيرة جنوب المدينة حيث ظهرت في هذا المكان بلدة صغيرة، توسعت باستمرار وحاليا هي مدينة نوفوسيبيرسك. أي أن المدينة أصبحت بعيدة عن خط سكك الحديد إلى أن ربطت عام 1896 بخط فرعي. كل هذا أدى إلى نزوح عدد كبير من سكانها إلى البلدة الجديدة وغيرها من المراكز السكنية الواقعة على خط سكك الحديد.
افتتح في المدينة عام 1873 أول مخزن لبيع الكتب ومطبعة في سيبيريا تبعها عام 1884 افتتاح أول مكتبة عامة مجانية في روسيا. ثم بعد ذلك حصلت المدينة على شرف إنشاء أول جامعة في سيبيريا، وفي عام 1880 تم تأسيس حديقة النباتات (تبلغ مساحتها حاليا 128 هكتار) تضم أكثر من 6000 نوع من النباتات. في عام 1896 افتتح أول معهد هندسي في منطقة ما وراء الأورال (حاليا جامعة تومسك التقنية). وفي عام 1904 تأسسس معهد البكتيريولوجي. بلغ عدد المؤسسات التعليمية في بداية القرن الـ 20 في المدينة 237 مؤسسة بين مدرسة ومعهد وجامعة وكانت تصدر فيها 4 صحف وتعمل 18 مستشفى و 4 مسارح و 5 دور سينما و7 مكتبات عامة و 3 متنزهات.
كانت المدينة قبيل ثورة أكتوبر مركزا لمحافظة ذات بنية تحتية متطورة حيث كان مركزها مجهزا بالكهرباء والهاتف وشبكة مياه وتدفئة مركزية، وبلغ تعداد نفوسها 110 ألف نسمة ينتمون إلى مختلف الطوائف والقوميات وكان فيها أكثر من 20 كنيسة ومسجدان وكنيس وغيرها من دور العبادة.
كان لقيام ثورة أكتوبر عام 1917 تأثير كبير على تطور المدينة، فبعد إقامة السلطة السوفيتية عام 1917 تمكن قوات الحرس الأبيض بمساعدة القوات التشيكية من احتلال المدينة في النصف الأول من عام 1918 حتى نهاية عام 1919. وكانت الفترة التي أعقبت نهاية الحرب الأهلية الروسية وحتى عام 1944 إحدى أشد الفترات العصيبة في تاريخ المدينة حيث هاجر عدد كبير من سكانها إلى مدينة نوفوسيبيرسك لعدم وجود مؤسسات صناعية في المدينة. ولكن وجود الجامعتين العريقتين منذ العهد القيصري كان دعامة قوية لبقاء السكان فيها.
خلال الحرب الوطنية العظمى (1941 – 1945) أجليت من الجزء الأوروبي للاتحاد السوفيتي إلى المدينة أكثر من 30 مؤسسة صناعية التي شكّلت فيما بعد أساس الصناعة فيها.
بعد انتهاء الحرب تحولت المدينة إلى أهم المراكز العلمية والصناعية في غرب سيبيريا، حيث أسس معهد الأبحاث النووية المشهور عالميا وتم عام 1953 الحصول على أول كمية من اليورانيوم المخصب وفي عام 1958 بدأت في سيبيريا بالعمل أول محطة ذرية. كما تطور نظام التعليم ففي عام 1952 افتتح عدد من الجامعات والمعاهد العالية والمتوسطة، إضافة إلى تأسيس معاهد للبحوث العلمية.
مُنحت المدينة عام 1991 صفة مدينة تاريخية لكثرة ما فيها من المباني التاريخية المبنية بالحجرغير المتشابهة والتي تعود إلى القرون الـ 18 و 19 و 20 إضافة إلى البيوت الخشبية العديدة المزخرفة.

## تومسك اليوم
إن مدينة تومسك اليوم هي أحد المراكز الاقتصادية والعلمية في سيبيريا وفيها أعلى نسبة للطلاب بالنسبة لعدد السكان، ويتخرج في جامعاتها سنويًا عدد كبير من الأخصائيين في مختلف المجالات، ويبلغ عدد أساتذة جامعاتها ومعاهدها 8000 أستاذ بين بروفيسور وأستاذ مساعد ومحاضر، في حين يبلغ عدد الطلاب حوالي 67 ألف طالب أي أن هذا يعني أن لكل 8 طلاب أستاذ واحد وهذه نسبة عالية جدا لا توجد إلا في القليل من الجامعات.
أطلق على تومسك منذ افتتاح أول جامعة في سيبيريا عام 1888 اسم «اثينا سيبيريا». حاليا تعمل في المدينة 9 جامعات منها 7 حكومية بينها جامعة تومسك الحكومية وجامعة سيبيريا الحكومية للعلوم الطبية وغيرها، كما يوجد فيها فروعا لـ 14 جامعة أخرى كما فيها عدد كبير من المعاهد المهنية المتوسطة والمدارس العامة. وتومسك من المراكز البحثية الكبيرة في سيبيريا، حيث تتمركز فيها مجموعة كبيرة من معاهد الأبحاث العلمية في مختلف القطاعات العلمية

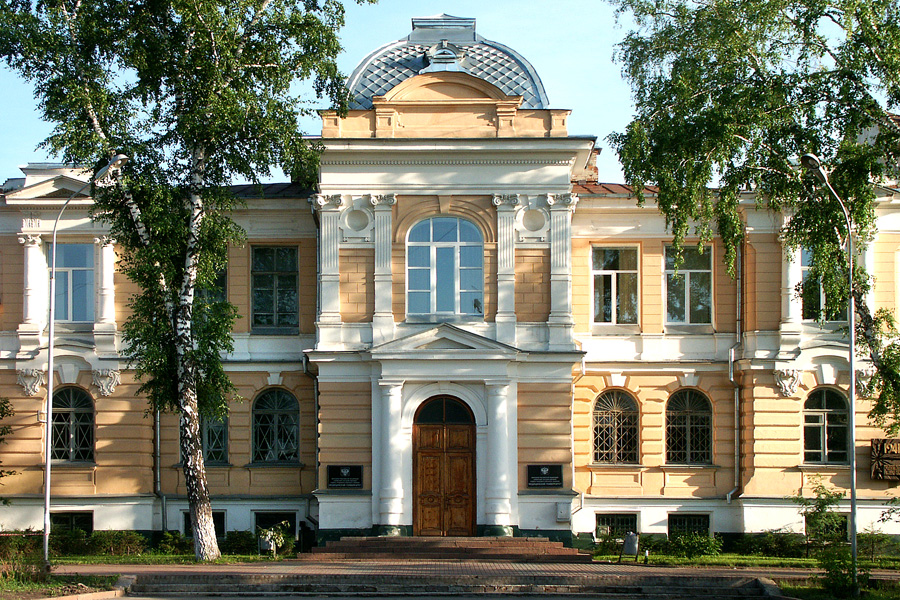
جامعة سيبيريا الحكومية للعلوم الطبية

كانت المدينة أول المدن في سيبيريا يفتتح فيها مسرح. حاليا تعمل في المدينة مجموعة من المسارح منها مسارح الدراما ومسارح الدمى ومسرح الدمى الحية ومسرح الطلاب وقاعتان للفيلهارمونيا نصبت في إحداها آلة الأرغن، وهناك عدد من دور العرض السينمائي والنوادي والمنشآت والملاعب الرياضية وغيرها من أماكن الراحة والنشاط الاجتماعي والثقافي. وتوجد في تومسك العديد من المتاحف منها التاريخية كمتحف تاريخ المنطقة.

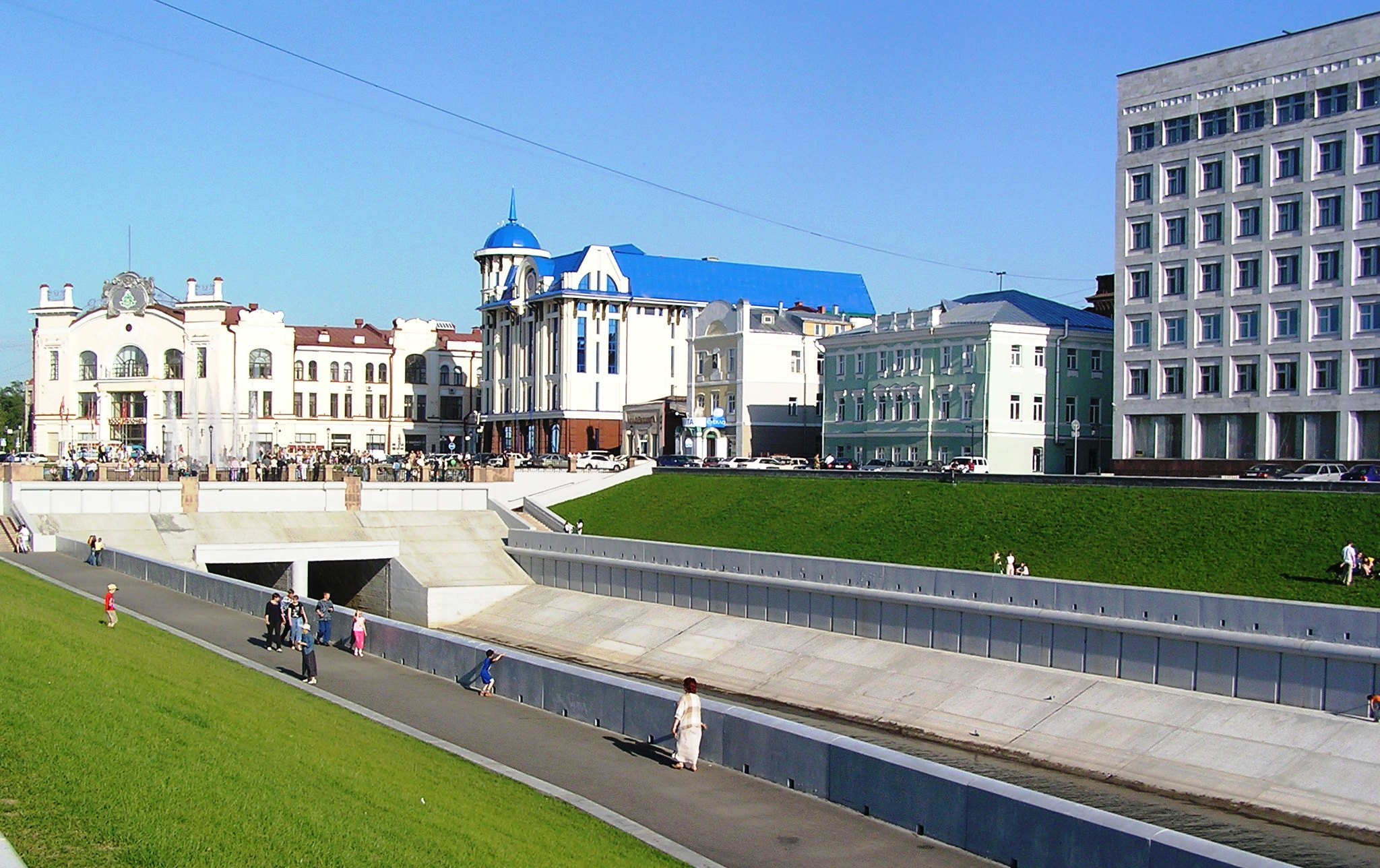
أحد شوارع المدينةوتعتبر

 تومسك من المراكز الصناعية الضخمة في سيبيريا لتمركز عدد كبير من المصانع فيها منها في قطاع النفط والغاز ومنها في قطاع صناعة الأدوية وبناء الماكينات ومنها في قطاع الصناعات الخفيفة والمواد الغذائية ومواد البناء وغيرها. تفتخر مدينة تومسك بمتنزهاتها وحدائقها العامة المنتشرة في معظم أحياء المدينة. ومن هذه المتنزهات متنزه المعسكر وحديقة النباتات وغابة الصنوبر ومتنزه المدينة المركزي والحديقة المحيطة بالبحيرة البيضاء وغيرها. منذ ديسمبر/كانون الأول عام 2005 حصلت المدينة على شرف إقامة منطقة اقتصادية خاصة تتمثل بإدخال التقنية الحديثة إلى الإنتاج وهذا يعني تطور نوعي في اقتصاد المنطقة.

## المناخ
مناخ تومسك قاري رطب وتتساقط الأمطار في الصيف والصيف قصير وبارد نسبيا والشتاء طويل وشديد البرودة حيث ينزل الصقيع سريعا في وقت مبكر من الخريف، متوسط درجة الحرارة السنوي هو +0.87 درجة مئوية (33.57 درجة فهرنهايت). وسجّلت أدنى درجات حرارة في الشتاء 55 درجة مئوية تحت الصفر في يناير 1931.
| البيانات المناخية لـTomsk         | البيانات المناخية لـTomsk | البيانات المناخية لـTomsk | البيانات المناخية لـTomsk | البيانات المناخية لـTomsk | البيانات المناخية لـTomsk | البيانات المناخية لـTomsk | البيانات المناخية لـTomsk | البيانات المناخية لـTomsk | البيانات المناخية لـTomsk | البيانات المناخية لـTomsk | البيانات المناخية لـTomsk | البيانات المناخية لـTomsk | البيانات المناخية لـTomsk |
| الشهر                             | يناير                     | فبراير                    | مارس                      | أبريل                     | مايو                      | يونيو                     | يوليو                     | أغسطس                     | سبتمبر                    | أكتوبر                    | نوفمبر                    | ديسمبر                    | المعدل السنوي             |
| --------------------------------- | ------------------------- | ------------------------- | ------------------------- | ------------------------- | ------------------------- | ------------------------- | ------------------------- | ------------------------- | ------------------------- | ------------------------- | ------------------------- | ------------------------- | ------------------------- |
| الدرجة القصوى °م (°ف)             | 3.7 (38.7)                | 7.1 (44.8)                | 17.7 (63.9)               | 26.5 (79.7)               | 34.4 (93.9)               | 34.7 (94.5)               | 35.1 (95.2)               | 33.8 (92.8)               | 31.7 (89.1)               | 25.1 (77.2)               | 11.6 (52.9)               | 6.5 (43.7)                | 35.1 (95.2)               |
| متوسط درجة الحرارة الكبرى °م (°ف) | −13 (9)                   | −9.6 (14.7)               | −1.1 (30.0)               | 7.0 (44.6)                | 17.5 (63.5)               | 22.3 (72.1)               | 24.8 (76.6)               | 21.7 (71.1)               | 14.4 (57.9)               | 6.0 (42.8)                | −4.7 (23.5)               | −11.1 (12.0)              | 6.2 (43.2)                |
| المتوسط اليومي °م (°ف)            | −17.1 (1.2)               | −14.7 (5.5)               | −7 (19)                   | 1.3 (34.3)                | 10.4 (50.7)               | 15.9 (60.6)               | 18.7 (65.7)               | 15.7 (60.3)               | 9.0 (48.2)                | 1.7 (35.1)                | −8.3 (17.1)               | −15.1 (4.8)               | 0.9 (33.6)                |
| متوسط درجة الحرارة الصغرى °م (°ف) | −20.9 (−5.6)              | −18.9 (−2.0)              | −12 (10)                  | −3.3 (26.1)               | 4.7 (40.5)                | 10.5 (50.9)               | 13.7 (56.7)               | 11.0 (51.8)               | 5.1 (41.2)                | −1.4 (29.5)               | −11.4 (11.5)              | −18.9 (−2.0)              | −3.5 (25.7)               |
| أدنى درجة حرارة °م (°ف)           | −55 (−67)                 | −51.3 (−60.3)             | −42.4 (−44.3)             | −31.1 (−24.0)             | −17.5 (0.5)               | −3.5 (25.7)               | 1.5 (34.7)                | −1.6 (29.1)               | −8.1 (17.4)               | −29.1 (−20.4)             | −48.3 (−54.9)             | −50 (−58)                 | −55 (−67)                 |
| الهطول مم (إنش)                   | 35 (1.4)                  | 24 (0.9)                  | 25 (1.0)                  | 33 (1.3)                  | 41 (1.6)                  | 60 (2.4)                  | 75 (3.0)                  | 67 (2.6)                  | 50 (2.0)                  | 56 (2.2)                  | 52 (2.0)                  | 49 (1.9)                  | 567 (22.3)                |
| متوسط الأيام الممطرة              | 0.3                       | 0.3                       | 2                         | 12                        | 16                        | 17                        | 17                        | 17                        | 19                        | 15                        | 5                         | 1                         | 122                       |
| متوسط الأيام المثلجة              | 23                        | 21                        | 17                        | 13                        | 4                         | 0.3                       | 0                         | 0                         | 2                         | 14                        | 22                        | 26                        | 142                       |
| متوسط الرطوبة النسبية (%)         | 81                        | 78                        | 72                        | 65                        | 61                        | 70                        | 76                        | 79                        | 79                        | 80                        | 83                        | 82                        | 76                        |
| ساعات سطوع الشمس الشهرية          | 57                        | 104                       | 169                       | 224                       | 258                       | 314                       | 316                       | 253                       | 171                       | 86                        | 51                        | 41                        | 2٬044                     |
| المصدر #1: Pogoda.ru.net          |                           |                           |                           |                           |                           |                           |                           |                           |                           |                           |                           |                           |                           |
| المصدر #2: NOAA (sun, 1961–1990)  |                           |                           |                           |                           |                           |                           |                           |                           |                           |                           |                           |                           |                           |

## المعالم التاريخية
دير السيدة العذراء – دير للرهبان شيد عام 1605 وكان يستخدم كمنفى للرهبان الذين كانوا يخرقون الشرائع الكنسية وكذلك منفى للطبقة العليا. وكان من بين الذين سجنوا في هذا الدير إبرام هانيبال والد جد الشاعر بوشكين. أُغلق الدير عام 1922. يتضمن الدير عدد من الكنائس وصوامع الرهبان وقاعة الطعام وغيرها من المباني. أُعيد الدير إلى الكنيسة الأرثوذكسية الروسية وافتتح عام 1992.

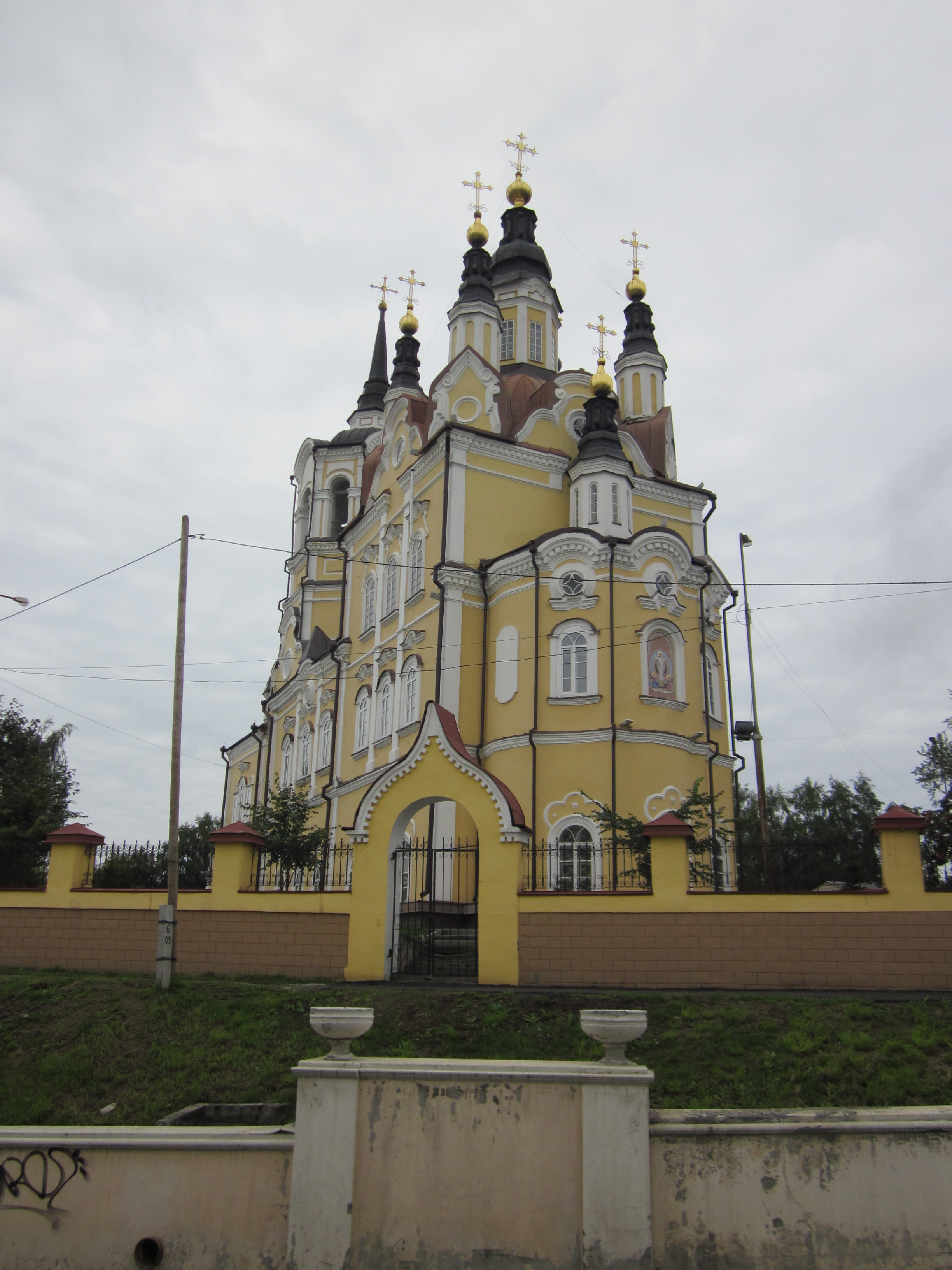
كاتدرائية ظهور المسيح

كاتدرائية ظهور المسيح – بُنيت عام 1784 محل الكنيسة الخشبية القديمة (1630). وهذا المبنى هو أقدم مبنى في المدينة لا زال قائما حتى يومنا هذا. في هذا المبنى عام 1804 أعلن أمر الإمبراطور ألكسندر الاول عن تأسيس محافظة تومسك ومركزها مدينة تومسك. أُغلقت الكاتدرائية عام 1918 وأُعيدت عام 2003 إلى الكنيسة الأرثوذكسية الروسية بعد الانتهاء من أعمال الترميم والصيانة وتستقبل المصلين يوميا.

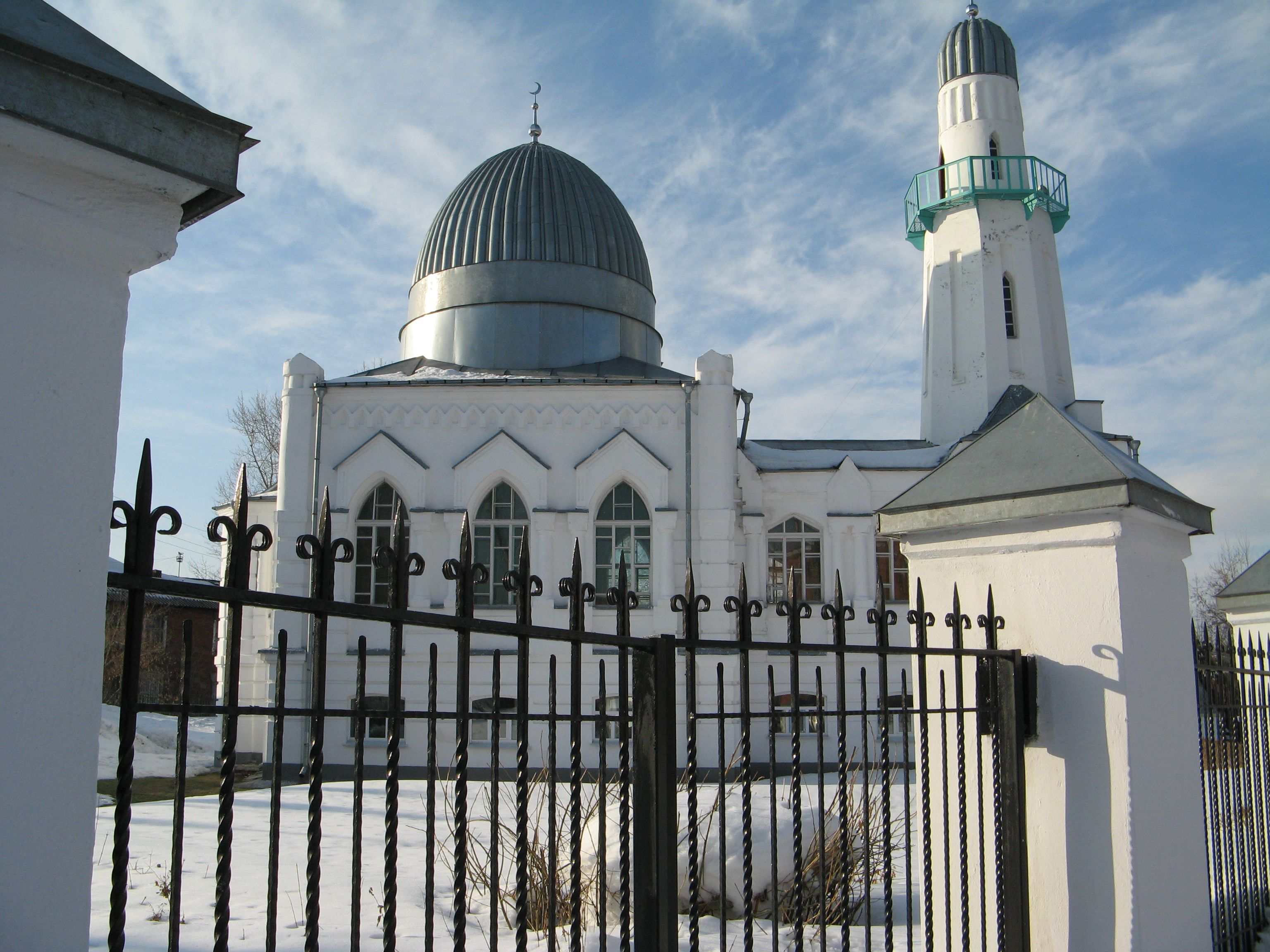
المسجد الأبيض

المسجد الأبيض الجامع – شيٌد هذا المسجد عام 1904 على طراز مساجد بلدان آسيا الوسطى. كانت تعمل في هذا المسجد لغاية إغلاقه عام 1930 مدرسة دينية. بعد إغلاق المسجد أهمل لفترة طويلة إلى أن تم تحويله إلى ورشة من ورشات معمل تومسك لإنتاج الأقلام. أعيد مبنى المسجد إلى الإدارة الدينية للمسلمين عام 1990 وبعد انتهاء أعمال الصيانة والترميم بدأ عام 1999 يستقبل المصلين.
متحف فن العمارة الخشبية – يقع هذا المتحف في دار المهندس كرياتشكوف التي هي من الآثار المعمارية المدرجة ضمن القائمة الفيدرالية للآثار المعمارية والتاريخية. والدار خير نموذج لطراز «موديرن». ويتضمن المتحف 215 نموذجا أساسيا و 303 نماذج وقتية. والنماذج المعروضة تعطي صورة واضحة للزخارف التي كانت تزين بها أطر النوافذ وواجهات المنازل وغيرها من نماذج النقوش التي كانت تستخدم في تزيين وتجميل المباني الخشبية. كما تعرض في هذا المتحف نماذج فريدة من الأواني المصنوعة من الحديد الزهر.
متنزه المعسكر – يقع هذا المتنزه على الضفة العليا لنهر توم، حيث من هذا المكان يمكن مشاهدة منظر النهر والمدينة. هذا المتنزه ليس متنزها فقط، بل موقع تاريخي حيث كان في ثمانينات القرن الـ 19 معسكرا للجيش ومن هنا جاءت التسمية. كما كان الجزء الشرقي منه يحتوي حتى عام 1980 على مستودعات عسكرية. في عام 1979 افتتح في وسط المتنزه نصب تذكاري والنار الأزلية تخليدا لأبناء المدينة الذين استشهدوا في الحرب الوطنية العظمى، كما أُقيمت فيه نصب تذكارية عديدة.

## الوصلات الخارجية
توفيكي- الموسوعة الحرة لمدينة تومسك